# Артемон
Артемон Лаодикијски је био хришћански свештеник у Лаодикији, за време владавине цара Диоклецијана. Био је он 28 година ђакон и 33 године презвитер. 
Токком прогона хришћана, цар Диоклецијан послао је свог војводу Патрикија у Лаодикију, да тамо истреби хришћане. У том прогону пострадао је и Артемон. Патрикије је свезаног Артемона довео у Кесарију и бацио га у тамницу. Ту је Артемон поднео тешка мучења и опстао.
Пред судијом који га је мучио, када га је питао о њему рекао је: „именујем се Артемон, роб Христа Бога мојега; 16 година сам био чтец и читао књиге у цркви Бога мојега; 28 година сам био ђакон и читао свештено Јеванђеље; 33 године сам напунио као презвитер учећи људе и настављајући их на пут спасења с помоћу Христовом". Судија га је увео у храм Ескулапов где су жречеви нарочито неговали велике змије, посвећене томе „богу“. Он се тада прекрстио и силом крста приковао све змије за земљу тако да се нису могле маћи. Потом их је изведо све у двориште, дунуо је на њих и све их дахом умртвио. Главни жрец тога храма, Виталије, видевши ово чудо, пао је на колена пред Артемоном и повикао: „велики је Бог хришћански!" Након тога га је Артемон  крстио, са још неким његовим пријатељима. После тога судија је наставио да га мучи. Лада је хтео да га баци у врелу смолу, сам је пао са коња у њу и изгорео. 
Светитељ је успео да се избави затвора на чудесан начин и отишао је у азијско приморје. Свети Артемон је остао слободан за извесно време и ишао је, праћен увек са два своја омиљена јелена, и учио је народ хришћанској вери. Поучавао је народ Христовим учењем, лечио је болесне, преобраћао пагане и чинио друга "чудеса". Међутим поново је ухваћен и посечен 303. године.
Српска православна црква слави га 13. априла по црквеном, а 26. априла по грегоријанском календару.
У манастиру Месићу се налазе свете мошти Св. Артемона Лаодикијског. Смештене су у једном малом дрвеном ћивоту, који се налазио на часној трпези у олтару. У ћивоту је била мања сребрна кутија са једном кошчицом лобање (сребром оковане) Светог Свешћеномученика Артемона. Мошти су ту донете 1773. године из манастира Шемљуга, где су се првобитно налазиле, а који је тада укинут.